# An Alligator Named Daisy
An Alligator Named Daisy este un film de comedie britanic din 1955 regizat de J. Lee Thompson. Rolurile principale sunt interpretate de actorii Donald Sinden, Jeannie Carson și Diana Dors.

## Distribuție
- Donald Sinden - Peter Weston
- Jeannie Carson - Moira O'Shannon
- James Robertson Jusrice - Sir James Colbrooke
- Diana Dors - Vanessa Colbrooke
- Roland Culver - Mr. Weston
- Stanley Holloway - The General